# Ján Hrk
Ján Hrk (8. července 1923 Ľuboreč, Slovensko – 4. června 1991 Bratislava) byl slovenský hudební skladatel.

## Život
Studoval na učitelském ústavu v Banské Bystrici. Absolvoval v roce 1943. Ve studiu pokračoval na Státní konzervatoři v Bratislavě, kde byl jeho učitelem skladby Ján Cikker. Vedle toho studoval i hudební vědu na Filozofické fakultě Univerzity Komenského v Bratislavě. Po dokončení studia se stal pracovníkem Čs. rozhlasu v Bratislavě. Pracoval nejprve jako zástupce hlavního redaktora a od roku 1958 jako hlavní redaktor hudebního vysílání. V roce 1956 se stal poslancem Ústředního národního výboru v Bratislavě. Po skončení volebního období se v roce 1963 do rozhlasu vrátil.

## Dílo
Komponoval pochodové písně, kantáty apod. Upravoval lidové písně pro potřeby rozhlasu. Nejúspěšnější bylo pásmo lidových písní Na tanci, na muzike pro sóla, sbor a orchestr.